# Juan García del Río
Pour les articles homonymes, voir Juan García (homonymie) et García.
Juan Garcia del Rio (1794 - 1856) était un diplomate, écrivain et homme politique colombien, qui fut l'un des premiers présidents de la jeune république de Colombie, du 30 avril 1831 au 2 mai 1831.

## Biographie
Juan Garcia del Rio était le fils de don Felipe García Del Río. Après des études à Cadix, en Espagne, où il est envoyé dès 1802 à l'âge de huit ans, il revient dans son pays en 1812.
En 1814, il devient le secrétaire personnel de José María Del Real, ambassadeur de la Nouvelle-Grenade à Londres, puis exerce diverses fonctions auprès du gouvernement du chili. Devenu l'ami proche du général San Martin, il rédige sa biographie en 1823,
Tout comme le médecin anglais James Paroissien, il est envoyé en mission diplomatique en Europe, pour préparer le terrain pour la reconnaissance officielle du futur état. Il participe ensuite avec James Paroissien à la création de la "Potosi, La Paz and Peruvian Mining Association", en 1825, qui sera liquidée quelques années après sa création.
Dans son ouvrage Meditaciones Colombianas, il propose de créer un régime constitutionnel fort, sous forme de monarchie parlementaire dont Simón Bolívar serait le leader. En 1830, il est élu député avec lui, puis devient très brièvement président de la jeune république de Colombie, du 30 avril 1831 au 2 mai 1831.